# 서서
서서(徐庶, ? ~ 234년)는 중국 후한 말기 ~ 조위의 관료로, 자는 원직(元直)이며 예주 영천군 사람이다. 본래 이름은 서복(徐福)이었다.

## 생애
그의 집안은 단가(單家)였다.

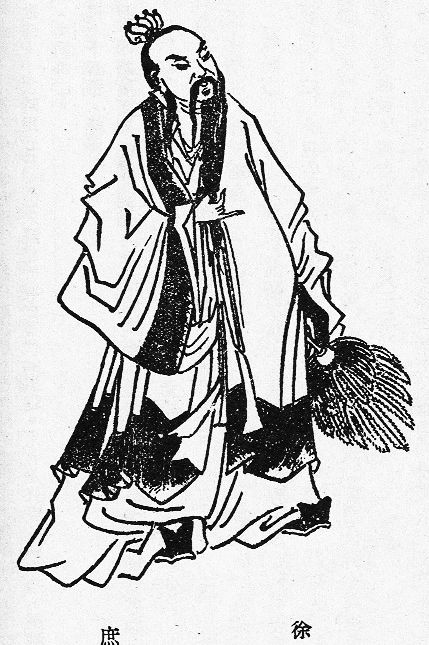
서서

격검(擊劍)의 명수였으며, 의협심이 강하여 친구의 원수를 갚아주다가 관원에게 붙잡혔다. 친구의 도움으로 풀려났고, 이후 칼을 버리고 학문에 정진하였으며 이때 동향인 석도(石韜)와 교제하였다.
중평(中平) 연간에 전란을 피하여 석도와 함께 형주(荊州)로 갔고, 사마휘(司馬徽)의 밑에서 학문을 익혔다. 이때 제갈량(諸葛亮) · 맹건(孟建)과 교제하였다.
서서 · 맹건 · 석도는 학문을 깊이 이해하려 하였으나, 제갈량은 요점을 익히는 데에 주력하였다. 그는 "서서 · 맹건 · 석도는 임관하면 자사(刺史)나 태수(太守) 정도는 될 것이다"라고 말하였으나, 자신에 대해서는 이야기하지 않았다.
이때 즈음에 유비(劉備)는 신야(新野)에 주둔하고 있었다. 서서는 유비를 만났고, 유비는 그를 유능한 자라고 생각하였다. 서서는 제갈량을 천거하였고, 유비가 자신이 제갈량을 데려오도록 하자 "저는 그를 만날 수는 있지만, 데려오지는 못합니다"라고 말하며 고사하였다. 이로써 유비가 직접 가 제갈량을 데려왔다.
이후 조조는 유비에게 패하였고, 이때 서서의 모친이 조조군의 포로가 되었다. 서서는 유비에 작별 인사를 하고 조조에게 갔고, 위(魏) 건국 후에는 팽성상(彭城相)을 지내는 한편 우중랑장(右中郞將) · 어사중승(御史中丞)까지 승진하였으며 석도는 태수와 전농교위(典農校尉)를 역임하였다. 맹건은 정동장군(征東將軍) · 양주자사(凉州刺史)에 임명되었다.
훗날 제갈량은 북벌(北伐)을 할 때, 서서와 석도의 관직을 듣고는 "위에 인재가 그렇게 많은가? 어찌하여 두 사람이 쓰이지 않는 것인가!"라고 말하며 한탄하였다고 한다.
청룡(靑龍) 2년(234년), 서서는 팽성(彭城)에서 병으로 숨을 거두었다.

### 개명 시기
서서는 어사중승 재임 시에도 서복이라 하였기 때문에, 말년에 개명한 것으로 보인다.

## 같이 보기
- 삼국지 인물 목록